# Georg Marco
Georg Marco (nacido el 29 de noviembre de 1863 en Chernivtsi, fallecido el 29 de agosto de 1923 en Viena), fue un ajedrecista, periodista y escritor rumano. Marco era un hombre muy grande (más de 300 libras de peso) y se llamaba en broma "El más fuerte jugador de ajedrez del mundo" debido a su físico y fuerza.[cita requerida]

## Trayectoria como ajedrecista

### De 1890 a 1900
Marco fue un jugador muy activo en los torneos de ajedrez a partir de 1890. Fue 6.º en el Torneo de Graz en 1890, por detrás de Gyula Makovetz (vencedor), Johann Hermann Bauer, Emanuel Lasker, Johann Berger y Emil von Feyerfeil, y por delante de Adolf Albin. Quedó 6.º en el Torneo de Viena de 1890 (1.º Torneo Memorial Kolisch), por detrás de Max Weiss (ganador del Torneo), Bauer, Bernhard Fleissig, Berthold Englisch y Adolf Csánk, y por delante de Jacques Schwarz, Albin y Joseph Holzwarth. Fue 2.º En el 1.º Torneo de Viena de 1891, Triangular que disputó ante Bauer (vencedor) y Albin, y ganó el 2.º Torneo de Viena en el mismo año, por delante de Albin, Csánk, Karl Eisenbach, Bauer, Siegmund Pollak y Julius Thirring.
En 1892, quedó 4.º en Dresde (7.º Congreso de la DSB), por detrás de Siegbert Tarrasch (vencedor), Gyula Makovetz y Moritz Porges. Ese mismo año, fue 3.º en el Torneo de Viena, por detrás de Albin (vencedor) y Csánk, y por delante de Englisch, Arthur Kaufmann, Pollack, Eisenbach, Albert Kauders, Theophil, Saualory, Grunberger y Koelmann.
En 1893, conquistó el 1.º Torneo de Viena, por delante de Eisenbach, Csánk, Adolf Zinkl, Friedrich Weiss, Joachim Weiss, Owitz, Sonatore, Brandmann, Thirring, Salzberg y Oskar Bachstelz, y fue 2.º en el 2.º Torneo de Viena, un cuadrangular en el que venció Carl Schlechter, y donde también participaron Zinkl y Thirring.
En 1894, fue 7.º en Leipzig (9.º Congreso de la DSB), por detrás de Tarrasch (vencedor del Torneo), Paul Lipke, Richard Teichmann, Joseph Henry Blackburne, Carl August Walbrodt y David Janowsky, y por delante de Berger, Emanuel Schiffers, Jacques Mieses, Schlechter, John Washington Baird, Hugo Süchting, Zinkl, James Mason (Ajedrez), Kasimir de Weydlich, Paul Seuffert y Theodor von Scheve. En el mismo año, fue 2.º, empatado con Kornél Exner, y por detrás de Adolf Steif, en el Torneo celebrado en Pressburg.
En 1895, ganó el Torneo de Viena, por delante de Max Weiss, Schlechter, Englisch, Zinkl, Max Judd, Jacques Schwarz, Philipp Meitner y Albert Mandelbaum En el mismo año, fue 16.º-17.º, empatado con Albin, en el Torneo de Hastings, por detrás de Harry Nelson Pillsbury (ganador), Mijaíl Chigorin, Emanuel Lasker, Tarrasch, Wilhelm Steinitz, Schiffers, Curt von Bardeleben, Teichmann, Schlechter, Blackburne, Walbrodt, Janowsky, Mason, Amos Burn, Isidor Gunsberg y Henry Bird, y por delante de William Pollock, Mieses, Samuel Tinsley y Beniamino Vergani.
En 1896, quedó 13 en Nuremberg (10.º Congreso de la DSB), por detrás de Lasker (ganador), Géza Maróczy, Tarrasch, Pillsbury, Janowski, Steinitz, Walbrodt, Schlechter, Schiffers, Chigorin, Blackburne y Rudolf Charousek, y por delante de Albin, Szymon Winawer, Showalter, Porges, Emil Schallopp y Teichmann. En el mismo año, fue 11.º en el Torneo de Budapest, por detrás de Chigorin (vencedor), Rudolf Charousek, Pillsbury, Schlechter, Janowski, Walbrodt, Winawer, Tarrasch, Albin y Maróczy, y por delante de Josef Noa y Popiel.
En 1897, quedó 6.º-8.º, empatado con Schlechter y Simón Alapín, en el Torneo de Berlín, en conmemoración del 70.º Aniversario del Berliner Schachgesellschaft, Sociedad de Ajedrez de Berlín, con victoria de Charousek. Ese mismo año, fue 3.º en el Torneo de Viena, por detrás de Schlechter (ganador del Torneo) y Judd, y por delante de Hugo Fähndrich, Zinkl, Heinrich Wolf, Max Hamlisch y Mandelbaum.
En 1899, quedó 2.º en el Torneo Menor de Londres, por detrás del vencedor Frank Marshall, y por delante de Thomas Physick, Edward Owen Jones, Mieses, Edward Mackenzie Jackson, Stephen Francis Smith, Oscar Conrad Müller, Vasily Tabunshchikov, Johannes Esser y Henry Erskine.
En 1900, fue 7.º-9.º, junto con Schlechter y Mieses, en el Torneo de París, por detrás de Lasker (ganador del Torneo), Pillsbury, Marshall, Maróczy, Burn y Chigorin, y por delante de Showalter, Janowski, Mason, Miklós Bródy, Leon Rosen, James Mortimer, Manuel Márquez Sterling y M Didier. En el mismo año, quedó 5.º en Múnich (12.º Congreso de la DSB), por detrás de Maroczy (vencedor del Torneo), Pillsbury, Schlechter y Burn, y por delante de Wilhelm Cohn, Johann Berger, Janowski, Showalter, Heinrich Wolf, Ignatz von Popiel, Hermann von Gottschall, Alexander Halprin, Von Bardeleben, Moritz Billecard y Franz G. Jacob.

### De 1901 a 1922
En 1901, fue 9.º en Montecarlo, por detrás de Janowski (vencedor del torneo), Schlechter, Theodor von Scheve, Chigorin, Alapin, Mieses, Blackburne e Isidor Gunsberg, y por delante de Marshall, Arturo Reggio, Mason, Winawer y Didier.
En 1902, quedó 15.º en Montecarlo, con victoria de Maróczy. En 1903, fue 6.º en Montecarlo, por detrás de Tarrasch (vencedor del Torneo), Maróczy, Pillsbury, Schlechter y Teichmann. En el mismo año, fue 3.º en el Torneo Gambito de Rey, por detrás de Chigorin (ganador) y Marshall, y por delante de Pillsbury, Maróczy, Nieses, Teichmann, Swiderski, Schlechter y Gunsberg.
En 1904, quedó 4.º en el Torneo de Cambridge Springs, por detrás de Marshall (vencedor del Torneo), Janowski y Lasker, y Von Scheve, por delante de Showalter, Schlechter, Chigorin, Mieses, Pillsbury, Albert Fox, Teichmann, Thomas Francis Lawrence, William Ewart Napier, Albert Hodges, John Barry Finan y Eugene Delmar. En el mismo año, fue 4.º-5.º en Coburgo (14.º Congreso de la DSB), empatado con Ossip Bernstein, por detrás de Swiderski, Schlechter y Bardeleben, y por delante de Mieses, Berger, Hugo Süchting, Wolf, Leó Forgács, Horatio Caro, Walter John, Hermann Von Gottschall y Miklós Bródy.
En 1905, quedó 5.º-6.º en Ostende, empatado con Teichmann, por detrás de Maróczy (vencedor del Torneo), Janowski, Tarrasch y Schlechter, y por delante de Amos Burn, Paul Saladin Leonhardt, Marshall, Wolf, Alapin, Blackburne, Chigorin y Taubenhaus. En 1906, participó de nuevo en Ostende, siendo eliminado en la segunda fase del Torneo.
En 1907, fue 9.º en el Torneo de Ostende, por detrás de Bernstein (ganador del Torneo), Akiba Rubinstein, Mieses, Aron Nimzowitsch, Forgács, Teichmann, Oldrich Duras y Georg Salwe, y por delante de Savielly Tartakower, John, Eugene Znosko-Borovsky, Spielmann, Erich Cohn, Blackburne, Julius Perlis, Swiderski, Georg Schories, Süchting, Moritz Billecard, Wilhelm Cohn, Leonhardt, Von Scheve, Johannes Metger, Francis Joseph Lee, Hector William Shoosmith, Franz Jacob, Louis Van Vliet y James Mortimer En el mismo año, quedó 2.º-3.º en el 2.º Torneo de Moscú, empatado con Benjamin Blumenfeld, por detrás del vencedor Fedor Duz-Khotimirsky, y por delante de Viacheslav Kulomzin.
En 1912, fue 3.º en Estocolmo. En 1913, quedó 4.º-5.º en Budapest, empatado con Brody, por detrás de Spielmann (vencedor del Torneo), Tartakower y Gyula Breyer, y por delante de Zoltan Balla, Milan Vidmar, Zsigmond Barasz, Forgács, Lajos Asztalos, Richard Reti, Karoly Sterk y Jeno Szekely.
En 1915, fue 4.º en Viena. En 1920, quedó 9.º en Gotemburgo, por detrás de Reti (vencedor del Torneo), Rubinstein, Yefim Bogoliubov, Mieses, Tarrasch, Tartakower, Boris Kostic y Maróczy, y por delante de Breyer, Spielmann, Nimzovitch, Jorgen Moeller y Alexey Selezniev. En 1921, fue 7.º en La Haya. En 1922, quedó en un decepcionante 18.º puesto en Bad Pistyan.
En sus enfrentamientos individuales, logró empates con Carl Schlechter en dos ocasiones: (-0 +0 =10) en 1893 y (-4 +4 =3) en 1894. También empató con Arthur Kaufmann (+5 -5 =0) en 1893, perdió con Max Weiss (1 -5 =1) en 1895 y derrotó a Adolf Albin (+4 -2 =4) en 1901.

## Escritor y periodista
Sin embargo, probablemente es más conocido por su trabajo como director de la revista Wiener Schachzeitung, desde 1898 a 1916, y sus aportaciones en los libros del Torneo Gambit de Viena (1903), Barmen 1905, Ostende 1906, Carlsbad 1907, etc.

## Biografía
- Di Felice. Chess Results, 1901-1920, pag 311
- Feenstra Kuiper. 100 Jahre Schachturniere, pag 88, 270
- Forster. Amos Burn, pag 617, 964
- Jeremy Gaige. Chess Personalia, pag 268
- Golombek. Golombek's Encyclopedia, pag 190
- Hilbert. Napier, pag 210
- Hilbert. Young Marshall, pag 105, 244
- Hooper, Whyld. The Oxford Companion to Chess(1.º ed.), pag 202
- Thulin. Name index to CTC, pag 166